# Morice Vanoverbergh
Morice Vanoverbergh C.I.C.M. (Ooigem, 1885 - 1982) was een Belgisch missionaris van Scheut op de Filipijnen, antropoloog en taalkundige. Hij leverde een grote bijdrage aan de ontwikkeling van het Ilokano.
Morice Vanoverbergh studeerde op het college Latijn en Grieks en trad in 1903 in bij de Missionarissen van Scheut. Hij werd gezonden naar Noord-Luzon op de Filipijnen. Daar werkte hij tussen verschillende volken als de Isneg, de Kankanaey en de Negritos. Hij leerde vier of vijf lokale talen en leverde een bijdrage aan de ontwikkeling van het Ilokano als formele, geschreven taal, ook al hij geen formele, linguïstische opleiding genoten. Deze taal wordt anno 2019 gesproken door zo'n tien miljoen mensen op Luzon. Hij schreef een woordenboek van het Ilokano en ook een woordenboek Isneg-Engels.
Daarnaast deed Morice Vanoverbergh onder leiding van de Duitse priester en antropoloog Wilhelm Schmidt veldonderzoek bij de Negritos.
- Bibsys: 99051115
- International Standard Name Identifier: 0000 0000 8119 0934
- Library of Congress Control Number: n86804022
- Nationale Bibliotheek van Israël: 987007366742405171
- Nederlandse Thesaurus van Auteursnamen: 074304402
- Système universitaire de documentation: 157930319
- Virtual International Authority File: 39745769
- WorldCat: E39PBJgH8wH3x4G3MgHbHHc9Dq